# Tarek Schawki

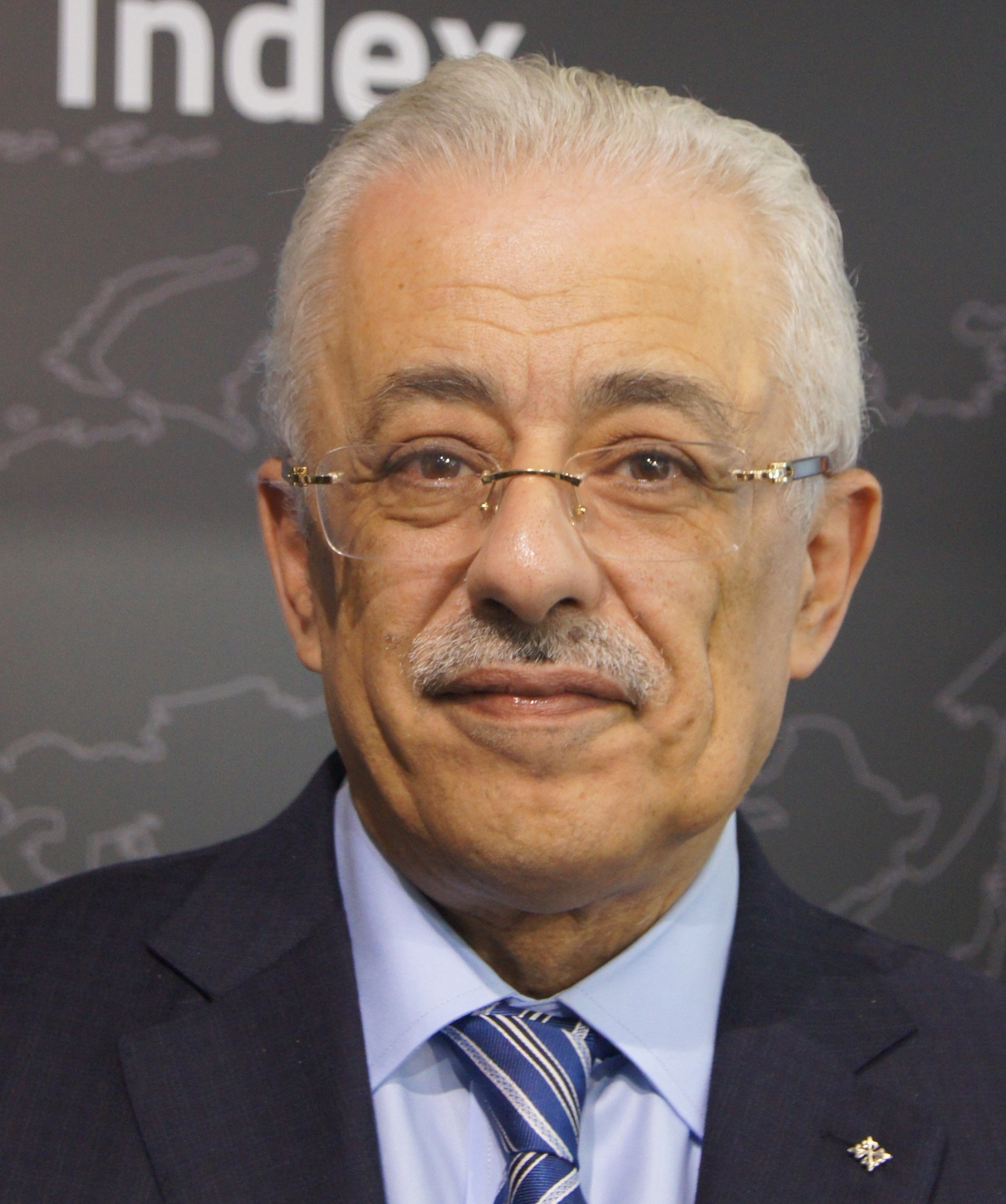
Tarek Schawki (2018)

Tarek Galal Schawki (auch Tarek Shawki; arabisch طارق جلال شوقي, DMG Ṭāriq Ǧalāl Šauqī; geboren am * 12. Juni 1957 in Kairo) ist ein ägyptischer Politiker. Er ist seit Februar 2017 Bildungsminister von Ägypten. Im Jahr 2018 hat er auf der Frankfurter Buchmesse das Konzept Education 2.0 vorgestellt.

## Leben
Schawki studierte an den Universitäten Kairo und Brown in Providence, Rhode Island, USA. Er erwarb Abschlüsse als Master of Science in Angewandter Mathematik und Maschinenbau, wo er auch promoviert wurde. Anschließend war er 13 Jahre als Hochschullehrer und Wissenschaftler für theoretische und angewandte Mechanik an der University of Illinois at Urbana-Champaign tätig.
Von 1999 bis 2005 ging Schawki als Regionalberater für Kommunikation und Information zum Büro der UNESCO in Kairo (UCO = UNESCO Cairo Office), bevor er bis 2008 die Leitung der Abteilung „ICTs in Education, Science and Culture“ innerhalb der „Information Society Division“ (Abteilung Informationsgesellschaft) bei der UNESCO in Paris übernahm. Von Juni 2008 bis August 2012 leitete er das regionale Büro der UNESCO für Wissenschaft in den arabischen Staaten.
Im September 2012 wurde Schawki zum Dekan der Fakultät für Wissenschaft und Ingenieurwesen der American University in Kairo (AUC) berufen. Seit Februar 2017 ist er Bildungsminister in den Kabinetten Ismail und Madbuli.